# Timm Klose
Timm Klose (Frankfurt am Main, 1988. május 9. –)  svájci–német állampolgárságú labdarúgóhátvéd, aki a Basel játékosa kölcsönben a Norwich City csapatától.

## Gyermekkora
Apja német, anya svájci származású. Klose Frankfurt am Main-ban született.  Ötéves  volt amikor a családjával Bázelbe költöztek.

## Pályafutása

### Klub csapat
Svájcban a BSC Old Boys Basel csapatánál kezdte elsajátítani a focit, egészen 2007-ig nevelkedett a klubban, egy rövid FC Baseli kitérő kivételével. 2007-ben két évre a FC Basel U21-es csapatába igazolt. Christian Gross és Thorsten Fink sem hívta fel az első csapatba. 2009-ben az FC Thun csapatába igazolt, ahol 59 bajnokin  szerzett 4 gólt. Csapatának a 2010/11-es szezonban a hátsó alakzat legbiztosabb pontja volt. 2011 májusában hároméves szerződést kötött a Bundesligában szereplő 1. FC Nürnberg csapatával, a 15-s mez számot kapta. 2013. július 1-jén a VfL Wolfsburg csapatába került 4 évre. 2016. január 18-án 3,5 évre írt alá az angol Norwich City klubjához. Február 2-án mutatkozott be a Tottenham Hotspur ellen 3–0-ra elvesztett bajnoki mérkőzésen. 2020 októberében kölcsönben került korábbi klubjához a Baselhez.

### Válogatott
2010. augusztus 11-én a Görög U21-es csapat ellen debütált a Svájc U21-es csapatban. A 2011-es U21-es labdarúgó-Európa-bajnokság-on egészen a döntőig meneteltek ahol a Spanyol U21-es csapat ellen maradtak alul 2-0-ra.

## Sikerei, díjai
- FC Thun
  - Svájci másodosztály: 2009–10
- VfL Wolfsburg
  - Német kupa: 2014–15
  - Német szuperkupa: 2015
- Norwich City
  - EFL Championship: 2018–19